# Adaptació hipermèdia
L'adaptació hipermèdia és un sistema per a proporcionar informació que intenta adaptar-se a les característiques de l'usuari de forma que la feina a realitzar amb l'ordinador sigui molt menys feixuga i que l'usuari, aprengui ràpid. Els sistemes d'adaptació hipermèdia s'han transformat amb el temps com una evolució lògica dels sistemes hipermèdia tradicionals utilitzats en l'educació.

## Funcionament
Com l'estructura d'un sistema hipermèdia està formada per nodes d'informació i enllaços que hi ha entre ells, podem parlar dins de l'adaptació hipermèdia d'adaptació de presentació de continguts i adaptació del suport de navegació que és la manera de presentar els enllaços.
Un mètode comú o un marc de disseny per a un sistema adaptatiu hipermèdia compta amb tres mòduls interdependents que són el model del domini, model de l'usuari i model de l'entorn.

### Model de Domini
La informació que trobem al model de domini representa els continguts dels sistemes d'adaptació hipermèdia i sobre els quals l'usuari vertebrara la seva experiència. Cada contingut té un conjunt de temes. Aquests temes representen les peces individuals dels coneixements per a cada domini i la grandària de cada tema varia en relació amb el domini en particular. A més a més els temes estan vinculats entre si formant una xarxa semàntica. Aquesta xarxa és l'estructura del domini. A partir de la xarxa semàntica podem adaptar el sistema a l'usuari final. A més també es pot afegir informació extra amb l'objectiu de proporcionar un sistema més intel·ligent. Aquesta informació s'afegeix en forma de metadades. Els elements condicionals d'aquests temes fan servir les variables simples que representen la quantitat de les per a determinats continguts en funció de les preferències de l'usuari i l'historial. A través de l'ús del model d'usuari, aquest pot veure els conceptes bàsics sense cap restricció. Després de veure els conceptes bàsics una variable d'actualitzacions permet que l'usuari trobi conceptes avançats amb relació a les seves preferències.

### Model d'usuari
En el model d'usuari s'emmagatzema la informació sobre el mateix. Aquesta informació la pot proporcionar directament l'usuari o la pot inserir el sistema. Per generar el model correcte d'usuari el sistema utilitza els següents paràmetres.

#### Preferències
Aquesta informació permet adaptar la presentació del sistema al gust de l'usuari. El sistema proporciona una interfície per modificar-la i l'usuari és qui decideix les característiques del sistema.

#### Informació sobre l'usuari
És informació que no cobreix el sistema hipermèdia però que pot ser rellevant per a la seva adaptació. En aquest apartat es pot tenir present informació com la professió, l'experiència en àrees relacionades, discapacitats, etc. El sistema pot recollir informació en cada sessió de l'usuari per una retroalimentació positiva del sistema.

#### Historial de l'usuari per la xarxa
Aquesta informació consisteix en un llistat de nodes visitats per l'usuari, normalment ordenada del més recent al més antic. Pot estructurar-se en sessions. Aquesta informació s'utilitza com a eina en la navegació. En Hypercase s'utilitza per recomanar enllaços per aconseguir el seu objectiu.

#### Comportament de l'usuari
El sistema pot identificar diferents hàbits de l'usuari davant del sistema. El sistema pot ser capaç d'identificar diferents formes d'utilització del sistema. Un exemple de comportament és aquell en què l'usuari busca reiteradament informació més detallada sobre els temes presentats. El sistema podrà ser capaç de deduir que la informació proposada no és prou eficaç i que hauria de ser informació més tècnica.

### Mòdel de l'entorn
El model de l'entorn conté informació que s'utilitza per modelar la funcionalitat multimèdia que està utilitzant l'usuari. El sistema pot adaptar-se a les característiques del suport físic que utilitza l'alumne. Si no hi ha uns requisits previs, pot ser que alguna funcionalitat del sistema no sigui possible utilitzar, llavors el sistema s'adaptarà a les característiques del suport físic.

## Camps d'aplicació
Un dels camps d'aplicació més populars de l'adaptació hipermèdia es troba en el camp de l'educació, ja que té la capacitat d'adaptar el que l'alumne aprèn, habilitats, necessitats e interessos, mitjançant enllaços amb gran rellevància per l'usuari. Això requereix que el sistema sigui capaç d'adaptar amb eficàcia les necessitats de l'alumne.
Un altre camp on s'utilitza l'adaptació hipermèdia és en e-business, en aquest camp els articles oferts per la compra poden ser adaptats a l'usuari detectant els interessos i preferències d'aquest. Un bon exemple d'aquest comportament es Amazon on trobem de forma evident una forma d'augmentar beneficis mitjançant l'adaptació en cerques dels consumidors.